# Henrique Arlindo Etges
Henrique Arlindo Etges (Venâncio Aires, 15 maart 1966), ook wel kortweg Henrique genoemd, is een voormalig Braziliaans voetballer.

## Carrière
Henrique speelde tussen 1985 en 1998 voor Grêmio, Portuguesa, União São João, Corinthians en Verdy Kawasaki.